# Hypogomphia
Hypogomphia  é um gênero botânico da família Lamiaceae

## Espécies
- Hypogomphia bucharica
- Hypogomphia elatior
- Hypogomphia nana
- Hypogomphia purpurea
- Hypogomphia turkestana